# Carlo Astengo
Carlo Astengo (Savona, 8 febbraio 1837 – Roma, 7 ottobre 1917) è stato un prefetto, magistrato e politico italiano.

## Biografia
Nell'amministrazione provinciale dal 1859 passa in seguito a quella dell'interno, dove l'esperienza maturata gli vale la carriera prefettizia. 
Dopo aver retto le sedi di Siracusa e Caserta ed aver ricoperto la funzione di direttore generale dell'amministrazione civile al Ministero dell'interno passa al consigliere di Stato, dove rimane come consigliere e presidente di sezione dal 1886 al 1912, anno del suo collocamento a riposo con la carica di presidente onorario.
Ha pubblicato diverse opere in tema di pubblica amministrazione, tra le quali il "Manuale degli amministratori comunali e provinciali e delle opere pie" e la "Guida amministrativa dedicata al commento della nuova legge comunale e provinciale crispina".